# Jesper Skibby
Jesper Skibby, född den 21 mars 1964 i Silkeborg, är en dansk före detta professionell tävlingscyklist.
Jesper Skibby representerade Danmark i linjeloppet vid Sommar-OS 1996 (11:e plats), liksom hans far Willy Skibby gjorde 1976 (fullföljde ej) och hans syster Karina Skibby gjorde 1988 (42:a) och 1992 (11:a).
Jesper Skibby erkände 2006 i sin självbiografi Forstå mig ret ("Förstå mig rätt") att han systematiskt varit dopad (kortison, tillväxthormon och EPO) från 1991 till slutet av sin karriär.
Skibby deltog i tv-programmet Vild med dans 2005 (och blev fyra tillsammans med Julia Petrovic).

## Meriter
1986
3:a i Trofeo Baracchi (med Rolf Sørensen)
5:a i Grosser Preis des Kantons Aargau
1987
Vinnare av etapp 1b i Danmark Rundt
9:a totalt i Tour Méditerranéen
9:a i Scheldeprijs
1988
Vinnare av etapp 5a i Danmark Rundt
2:a i Grand Prix de la Libération
4:a i Grand Prix Pino Cerami
1989
Vinnare av Grand Prix de la Libération
Vinnare av etapp 19 i Giro d'Italia
4;a totalt i Tirreno–Adriatico
1990
Tour de l'Avenir
Vinnare av etapperna 3 och 10 (ITT)
7:a i Milano–Sanremo
7:a i Paris–Bryssel
10:a i Grosser Preis des Kantons Aargau
1991
Vuelta a España
Vinnare av etapperna 3 och 7
2:a totalt i Vuelta a Andalucía
5:a totalt i Ronde van Nederland
6:a totalt i Tirreno-Adriatico
Vinnare av etapp 7
6:a i Grand Prix Pino Cerami
7:a totalt i Tour de Luxembourg
7:a i Flandern runt
1992
2:a i Trofeo Luis Puig
8:a i Flandern runt
1993
Vinnare av etapp 5 i Tour de France
2:a i Wincanton Classic
4:a i Giro di Campania
6:a i Lombardiet runt
7:a totalt i Ronde van Nederland
Vinnare av etapp 5
9:a totalt i Tour Méditerranéen
9:a i Paris-Tours
1994
Vinnare totalt  av Ronde van Nederland
Vinnare av etapp 5
Vinnare av etapp 4 i Tirreno–Adriatico
Vuelta Asturias
Vinnare av etapperna 1 och 4
5:a i Grote Prijs Jef Scherens
5:a i Coppa Sabatini
6:a i Brabantse Pijl
1995
Vinnare av etapp 9 i Vuelta a España
Danmark Rundt
Vinnare av etapperna 2 och 5
5:a i Amstel Gold Race
6:a i Flandern runt
9:a i Milano-Sanremo
1996
3:a i linjelopp vid Danska mästerskapen
3:a i Clásica de Almería
6:a totalt i Danmark Rundt
Vinnare av etapp 4a
7:a i Coppa Sabatini
7:a i  Coppa Placci
10:a totalt i Ronde van Nederland
1997
3:a totalt i Danmark Rundt
1998
Vinnare av Omloop der Vlaamse Ardennen-Ichtegem
1999
Vinnare av Circuito de Getxo
Vinnare av etapp 5 i Tour de Luxembourg
2:a i tempolopp vid Danska mästerskapen
2:a totalt i Tour Down Under
2:a totalt i Postgirot Open
Vinnare av etapp 3
2:a i Grand Prix Eddy Merckx
4:a totalt i Tour du Limousin
7:a i GP Herning
2000
7:a i Brabantse Pijl